# 溝口政親
溝口 政親（みぞぐち まさちか）は、江戸時代前期の大名。越後国沢海藩4代（最後）の藩主。通称は帯刀。

## 略歴
水口藩初代藩主・加藤明友の次男として誕生した。沢海藩3代藩主・溝口政良の養子となる。
天和3年（1683年）、政良の死去により跡を継ぐ。しかし酒乱であったため、家臣が実兄の水口藩2代藩主・加藤明英や幕府に訴え、貞享4年（1687年）に改易された。政親は明英の預かりとなり、500俵扶持を与えられた。墓所は滋賀県甲賀市水口町水口森の蓮華寺。